# Sarajevo - Bósnia 1996

Ver: Todas as Coletâneas

Sarajevo – Bósnia 1996 é uma coletânea, em formato fita cassete (K7) e multi media card (MMC), da banda portuguesa de rock UHF. Editado em março de 1996 pela BMG.
São recuperados quatro temas do álbum Santa Loucura de 1993, e a faixa "Toca-me" da coletânea Cheio de 1995.[carece de fontes?] O tema "Sarajevo" é uma canção de intervenção social, que retrata a barbaridade da guerra que renasceu na Europa em 1992. Transmitida em direto pela televisão, o conflito revelava a luta pela independência das repúblicas que formavam a Federação da Jugoslávia.
Este trabalho foi expressamente produzido para o contingente militar português que integrou a operação "Missão de Paz" na Bósnia. A edição foi limitada a 600 exemplares, numa oferta simbólica dos UHF. Três anos depois, em 1999, a banda foi convidada para realizar um concerto de Natal na capital Sarajevo, mas foi impedido pelo forte nevão que se fez sentir naquela zona.

## Lista de faixas
A coletânea, nos formatos fita cassete e multi media card, é composta por sete faixas em versão padrão. António Manuel Ribeiro é compositor em todas elas,
| K7 / MMC       |                           |                    |         |  |
| N.º            | Título                    | Compositor(es)     | Duração |  |
| 1.             | "Sarajevo (verão 92)"     | António M. Ribeiro | 4:20    |  |
| 2.             | "Sarajevo (verão 92-II)"  | António M. Ribeiro | 3:38    |  |
| 3.             | "Sarajevo" (instrumental) | António M. Ribeiro | 4:08    |  |
| 4.             | "Toca-me"                 | António M. Ribeiro | 3:10    |  |
| 5.             | "No Banco de Trás"        | António M. Ribeiro | 3:02    |  |
| 6.             | "Um Copo Contigo"         | António M. Ribeiro | 3:12    |  |
| 7.             | "Menina Estás à Janela"   | Popular            | 2:50    |  |
| Duração total: | Duração total:            | Duração total:     | 23:40   |  |

## Membros da banda
- António Manuel Ribeiro (vocal e guitarra acústica) [2]
- Rui Dias (guitarra) [2]
- Fernando Delaere (baixo) [2]
- Fernando Pinho (bateria) [2]
- Renato Júnior (piano) [2]